# Östra Ryds församling, Stockholms stift
Östra Ryds församling var en församling i Svenska kyrkan i Stockholms stift och i Österåkers kommun. Församlingen uppgick 1992 i Österåker-Östra Ryds församling.

## Administrativ historik
Församlingen har medeltida ursprung. 1652 utbröts Vaxholms församling.
Församlingen utgjorde till 1962 ett eget pastorat för att därefter till 1992 vara annexförsamling i pastoratet Österåker och Östra Ryd. Församlingen uppgick 1992 i Österåker-Östra Ryds församling.

## Kyrkoherdar
| Ämbetstid | Namn                      | Levnadstid | Övrigt                                     |
| --------- | ------------------------- | ---------- | ------------------------------------------ |
|           | Jacobus Jonae             |            |                                            |
| 1593–1599 | Ericus Nicolai            |            |                                            |
| 1629      | Petrus Olai               |            |                                            |
| 1633      | Torbernus                 | –1633      |                                            |
| 1663      | Johannes Petri Holmius    | –1669      |                                            |
| 1677–1694 | Andreas P. Helistadius    | –1694      |                                            |
| 1696–1735 | Nicolaus Olia Palmberg    | 1659–1735  |                                            |
| 1736–1758 | Magnus Djupedius Ström    | 1707–1761  | Senare kyrkoherde i Torps församling.      |
| 1758–1765 | Pehr Anton Martin         | 1724–1765  |                                            |
| 1765–1766 | Georg Gezelius            | 1735–1789  | Senare kyrkoherde i Lillkyrka församling.  |
| 1767–     | Jonas Östlund             | 1711–      |                                            |
| 1769–1774 | Daniel Sundborg           | 1733–1774  |                                            |
| 1776–1804 | Samuel Riselius           | 1746–1804  |                                            |
| 1805–1806 | Anders Wilhelm Passén     | 1771–1806  |                                            |
| 1807–1819 | Matthias Holmberg         | 1761–1826  | Senare kyrkoherde i Vendels församling.    |
| 1820–1831 | Johan Dillner             | 1785–1862  | Senare kyrkoherde i Östervåla församling.  |
| 1832–1837 | Ulrik Lundgren            | 1790–1870  | Senare kyrkoherde i Eskilstuna.            |
| 1837–1850 | Pehr Pettersson           | 1806–1895  | Senare kyrkoherde i Björklinge församling. |
| 1850–1861 | Frans Olof Jakobsson      | 1813–1861  | Kontraktsprost.                            |
| 1864–1867 | I. Lundberg               |            | Senare kyrkoherde i Vänge församling.      |
| 1868–1882 | S. L. Hådell              |            | Senare kyrkoherde i Villberga församling.  |
| 1883–     | Henrik Germund Blumenberg | 1848–1902  |                                            |

## Kyrkomusiker
| Ämbetstid | Namn             | Levnadstid | Övrigt                 |
| --------- | ---------------- | ---------- | ---------------------- |
| 1818–1871 | Anders Bergström | 1791–1871  | Organist och klockare. |

## Kyrkobyggnader
- Östra Ryds kyrka